# Carex oxyandra
Carex oxyandra là một loài thực vật có hoa trong họ Cói. Loài này được (Franch. & Sav.) Kudô mô tả khoa học đầu tiên năm 1923.